# Даніель Катенначі
Даніель Катенначі (англ. Daniel Catenacci; 9 березня 1993, Ричмонд-Гілл, Онтаріо) — канадський хокеїст, нападник, в даний час грає за клуб АХЛ «Пустерталь».

## Кар'єра
Катенначі у 2009 році розпочав свої виступи у складі клубу «Су Сейнт Мері Грейхаунд» (Хокейна ліга Онтаріо). У своєму першому сезоні набрав 30 очок та став дванадцятим у турнірній таблиці бомбардирів. У сезоні 2010/11 років Даніель набрав 71 очко у 67 матчах та став найкращим бомбардиром своєї команди. Наступного сезону брав участь у матчі найперспективніших гравців КХЛ, де виграв один із турнірів.
Обраний у драфті НХЛ 2011 року під 77-им номером у третьому раунді клубом «Баффало Сейбрс» але вирушив до клубу «Оуен-Саунд Аттак» (Хокейна ліга Онтаріо).
В 2013—2017 роках виступав за клуб АХЛ «Рочестер Американс», брав участь у складі свого клубу «Рочестер Американс» у Кубку Шпенглера.

## Кар'єра (збірна)
В активі нападника четверте місце на юніорському чемпіонаті світу з хокею із шайбою 2011 року у складі юніорської збірної Канади.